# Szklarka Radnicka
Szklarka Radnicka (prononciation : [ˈʂklarka radˈnit͡ska]) est un village polonais de la gmina de Krosno Odrzańskie dans le powiat de Krosno Odrzańskie de la voïvodie de Lubusz dans l'ouest de la Pologne.
Il se situe à environ 15 km au nord-est de Krosno Odrzańskie (siège de la gmina et du powiat) et 24 km au nord-ouest de Zielona Góra (siège de la diétine régionale).
Le village comptait approximativement une population de 385 habitants en 2009.

## Histoire
Avant 1945, ce village était sur le territoire allemand. (voir Évolution territoriale de la Pologne)
De 1975 à 1998, le village appartenait administrativement à la voïvodie de Zielona Góra.

Depuis 1999, il appartient administrativement à la voïvodie de Lubusz